# Tsimshian

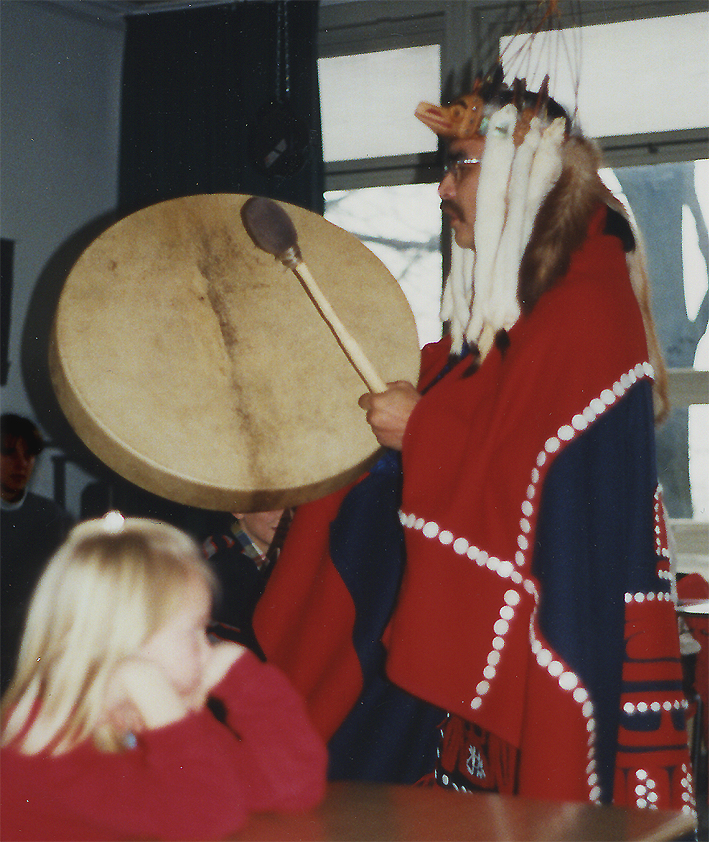
Sciamano Tsimshian (Ed Bryant), suona il tamburo ad un meeting a Wuppertal (1999)

Il popolo Tsimshian  (in lingua tsimshian Ts'msyan)  è un gruppo etnico amerindo della costa nord-occidentale del Pacifico.  Il termine Tsimshian significa All'interno dello Skeena River.  le loro comunità, vivono in Columbia Britannica (nella zona delle città di Terrace e Prince Rupert) ed in Alaska, (su Annette Island). Ci sono molti modi con cui questo popolo è stato denominato: Tsimishian, Tsimpshean, Tsimshean, Tsimpshian ed altri, ma in questo articolo si userà sempre il termine "Tsimshian".
I primi antropologi e linguisti raggrupparono i Gitxsan ed i Nisga'a come Tsimshian a causa delle affinità linguistiche. Ci si riferiva ad essi come Tsimshian della costa, in quanto molte delle loro comunità vivevano vicine al mare. Oggi, i tre gruppi sono riconosciuti come nazioni separate.

## Storia
Un tempo gli Tsimshian vivevano lungo il corso superiore del fiume Skeena nella zona dell'attuale città di Hazelton (BC-Canada). Dopo una serie di disastri che colpirono il popolo, si decise una migrazione, lontabo dalla terra maledetta, verso la costa dove venne fondata Kitkatla. Seguendo il loro esempio, altri capi Tsimshian decisero di migrare lungo il fiume e cominciarono a occupare tutte le terre della bassa valle dello Skeena. Nel corso del tempo questi gruppi, svilupparono un nuovo dialetto della loro lingua ancestrale e giunsero a considerarsi come una popolazione distinta (Tsimshian propriamente detti), pur condividendo tutte le leggi ed i costumi dei Gitksan, loro parenti dell'alto Skeena.
Nel 1862 un'epidemia di vaiolo uccise buona parte del popolo. Ulteriori epidemie devastarono le loro comunità fino alla fine del XIX secolo. Complessivamente, si calcola che uno Tsimshian su quattro morì in una delle tre epidemie su larga scala, che si susseguirono.
Verso il 1880 il missionario Anglicano William Duncan, con un gruppo di Tsimshian, richiese di poter colonizzare l'Isola Annette al governo degli Stati Uniti. Dopo l'approvazione, il gruppo fondò New Metlakatla in Alaska. Duncan, in seguito, richiese che la comunità ottenesse lo status di riserva indiana, e questa divenne l'unica riserva dell'Alaska, mantenendo alcuni privilegi come quello dell'utilizzo di trappole per i pesci, che è vietato in tutta l'Alaska dal 1959.

## Cultura

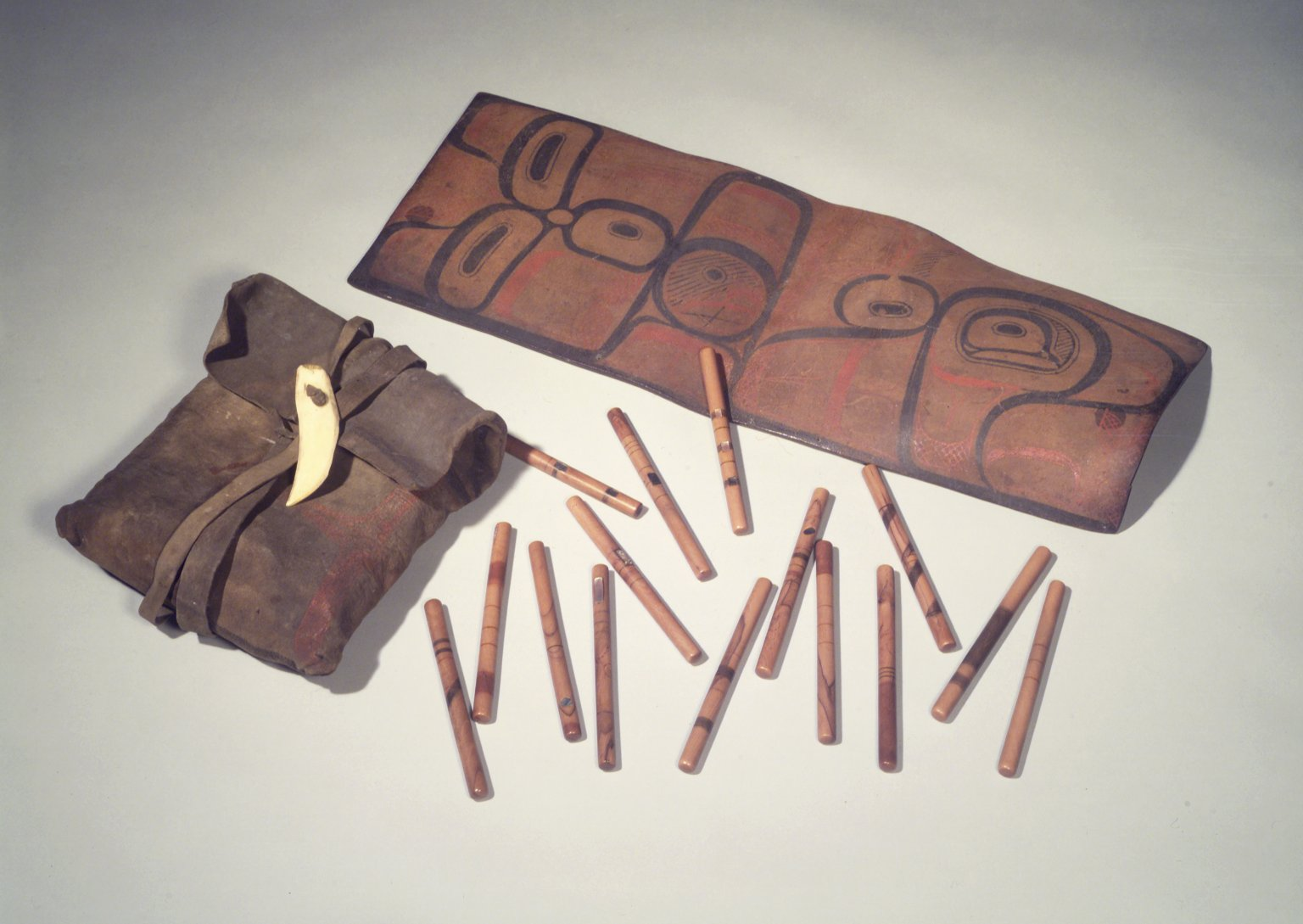
Borsa con 65 bastoncini da gioco intarsiati, Tsimshian, XIX secolo, Brooklyn Museum

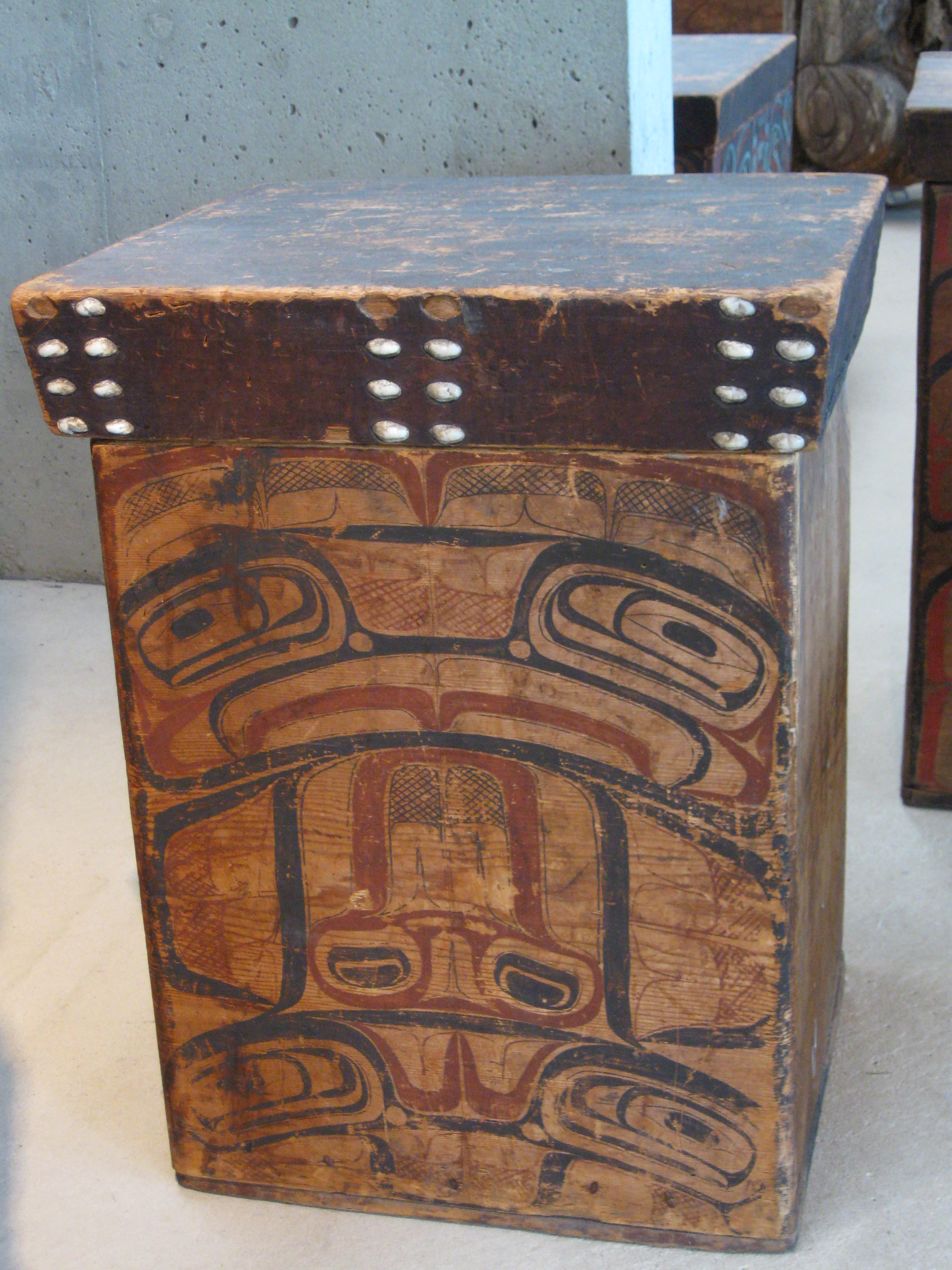
Scatola di legno dipinta, 1850, collezione dell'UBC Anthropology Museum

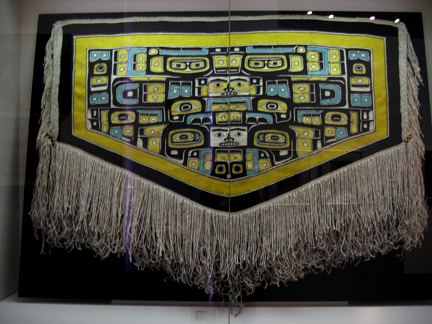
Coperta Chilkat

La loro cultura è matrilineare, con una società strutturata in clan.
Come tutti i popoli della costa del Pacifico, gli Tsimshian hanno prosperato grazie all'abbondanza di pesce, in particolare il salmone. l'abbondanza di cibo, ha permesso a loro di vivere stabilmente in città.
La loro abitazione tipica è una grande casa lunga, costruita in legno di cedro. Queste erano molto grandi, e solitamente alloggiavano un'intera famiglia estesa.
Tabù culturali proibivano che donne e uomini mangiassero cibi impropri durante e dopo il parto.
Il matrimonio era un affare estremamente formale che richiedeva una serie di cerimonie prolungate e sequenzialmente correlate.
La religione Tsimshian era centrata attorno al "Signore del paradiso", che aiutava la sua gente nei momenti di bisogno con l'invio in terra di agenti soprannaturali. Gli Tsimshian credevano che la carità e la purificazione rituale del corpo (sia con la pulizia, sia col digiuno) fossero la strada maestra per l'aldilà.
Come gli altri popoli della costa del Pacifico, gli Tsimshian praticavano il rito del potlatch, che chiamavano yaawk  o semplicemente la festa. Oggi, ci si raduna per il potlatch in occasioni di funerali o per l'assegnazione di particolari titoli o funzioni.
Come altre popolazioni costiere, gli Tsimshian fabbricano la maggior parte dei loro beni (utensili, tegole, armi ecc.) con il cedro rosso occidentale, in particolare con la sua corteccia. Il cedro viene utilizzato anche per la Tessitura chilkat, di cui sono stati gli inventori.

## Tribù
Gli Tsimshian formano uno dei più grandi gruppi delle cosiddette First Nations (popoli nativi americani del Canada).
La nazione Tsimshian comprende approssimativamente 10000 membri, distribuiti tra quattordici comunità:
- Kitselas
- Kitsumkalum
- Kitkatla
- Gitga'at
- Gitdidzu
- le tribù alleate di Lax Kw'Alaams
  - Giluts'aaw
  - Ginadoiks
  - Ginaxangiik
  - Gispaxlo'ots
  - Gitando
  - Gitlaan
  - Gits'iis
  - Gitwilgyoots
  - Gitzaxłaał

## Lingua
Gli Tsimshian parlano una lingua divisa in due dialetti: Tsimshian della costa (Sm'algyax, che significa "La vera lingua") e Tsimshian meridionale. Poiché lo Tsimshian è molto simile al Gitxsan ed al Nisga’a, i linguisti hanno creato una famiglia linguistica chiamata Lingue tsimshian che le comprende tutte e tre. Alcuni linguisti hanno classificato la famiglia Tsimshain come un membro dell'ipotetica superfamiglia delle Lingue penuti.